# 福田喜重
福田 喜重（ふくだ きじゅう、1932年9月26日 - 2022年12月16日）は、日本の刺繡家、重要無形文化財保持者。刺繡では唯一人の人間国宝である。

## 人物
京都市生まれ。京都市立第一工業学校（現・京都市立京都工学院高等学校）卒業。父である刺繡家福田喜三郎に1948年から師事。父からの厳しい指導によって本格的伝統技法を習得した。刺繡作品は主に和服。一越縮緬や綸子地などの生地を使用し、意匠では自然物を流動的に表現し、色糸による刺繡で微妙なグラデーションや細かい作業によって繊細で流れるような曲線を描く。そのため、作品は平坦にならず、奥行きを感じさせ絵柄になる。1976年に日本工芸会日本伝統工芸展に初入選、以降受賞を重ねる。刺繡業福田商店の経営を1956年に父から引き継ぎ、1970年に福田工芸染繡研究所に社名変更、1991年に株式会社福田喜を設立して代表取締役を務める。
2022年12月16日、老衰のため死去。90歳没。

## 受賞歴
- 1978年 第15回日本伝統工芸染織展優秀賞
- 1978年 第25回日本伝統工芸展日本工芸会奨励賞[3]
- 1980年 第27回日本伝統工芸展日本工芸会奨励賞[3]
- 1992年 京都府指定無形文化財「刺繡」保持者[5]
- 1997年 重要無形文化財「刺繡」保持者[3][5]
- 1999年 紫綬褒章[5][7]
- 2004年 旭日中綬章[2][5]
- 2007年 京都市文化功労者[5]
- 2010年 京都府文化賞功労賞[5]